# Festival del Joc del Pirineu
El Festival del joc del Pirineu és un festival de jocs que es celebra a La Seu d'Urgell, amb la ciutat convertida en un escenari gegant que acull espais de joc al carrer, a edificis públics i privats, amb la implicació de comerços i restaurants de la ciutat.

## Edicions
L'Ajuntament de La Seu d'Urgell va organitzar la primera edició del Festival del Joc del Pirineu el primer cap de setmana de novembre del 2016 en diversos espais de la ciutat, amb la participació de 2.500 persones
El segon festival es va organitzar el primer cap de setmana de novembre del 2017, amb la sala Sant Domènec convertida en una gran ludoteca, l'Espai Ermengol-Museu de la Ciutat amb partides exclusives, el col·legi La Salle amb una jornada sobre joc i educació al Pirineu, el Sant Hospital amb un taller formatiu i la biblioteca Sant Agustí que va acollir una activitat familiar dedicada al joc.
El 2018 es va celebrar la tercera edició del 9 a l'11 de novembre amb els jocs de rol com a temàtica central i la novetat del Concurs d'Aparadors Enredats on 34 aparadors de comerços de la Seu mostraven diversos jocs perquè els visitants endevinessin el seu nom, participant en un sorteig de lots de jocs i experiències amb família. La quarta edició va ser entre els dies 8 i 10 de març del 2019 i es va centrar en el paper de la dona en el joc, coincidint amb la propera commemoració del Dia Internacional de les Dones, oferint prop de 500 jocs diferents.
L'any 2020 es va fer els dies 6, 7 i 8 de març i va girar entorn el joc i la música. El premi Amic del Joc es va concedir a l'Ajuntament de Tona com a organitzador de la Fira Joc Joc, primer festival del joc a Catalunya.
L'any 2021 no es va celebrar amb motiu de la pandèmia de Covid-19. El 2022 es va recuperar el festival amb la sisena edició que va tenir lloc entre els dies 1 i 3 d'abril. L'edició del 2023, celebrada entre el 31 de març i el 2 d'abril, va comptar amb nous espais, com el Museu Diocesà d'Urgell i diversos hotels de la capital alturgellenca i va acollir la presentació del joc Ierusalem: Anno Domini i més de 800 activitats.